# Frans van Hövell tot Westervlier en Wezeveld
Frans Joan baron van Hövell tot Westervlier en Wezeveld (Helmond, 28 maart 1910 – Beers, 4 oktober 2004) was een Nederlands politicus van de KVP.
Hij werd geboren als zoon van Ernest Otto Jozef baron van Hövell tot Westervlier en Wezeveld (1879-1931) en jkvr. Maria Josepha Huberta de Kuijper (1881-1930). Vader werd in 1911 burgemeester van Elst. Zelf is hij in 1933 afgestudeerd in de rechten aan de Katholieke Universiteit Nijmegen. Daarna werd hij volontair bij de gemeentesecretarie van Heumen. Eind 1936 ging hij als volontair aan de slag bij de gemeentesecretarie van Elst waar zijn vader intussen geen burgemeester meer was. In oktober 1937 werd hij op 27-jarige leeftijd burgemeester van Amstenrade. In 1941 werd hij vervangen door een NSB-burgemeester maar na de bevrijding in 1944 keerde hij terug in zijn oude functie en werd toen bovendien de burgemeester van Oirsbeek. Hij zou beide burgemeesterschappen combineren tot zijn pensionering in 1975. In 2004 overleed hij op 94-jarige leeftijd.

## Familie
- In 1963 werd de geslachtsnaam 'Baron van Hövell van Westervlier en Weezeveld' veranderd in 'Baron van Hövell tot Westervlier en Wezeveld'.
- Zijn broers Ernest en Rolof zijn ook burgemeester geweest.